# Flammentriebe
Flammentriebe ist das siebte Album der Tiroler Dark-/Black-Metal-Gruppe Dornenreich und erschien 2011 über das Label Prophecy Productions.

## Titelliste
1. Flammenmensch
2. Der wunde Trieb
3. Tief im Land
4. Wolfpuls
5. Wandel geschehe
6. Fährte der Nacht
7. In allem Weben
8. Erst deine Träne löscht den Brand

## Stil
Nachdem mit den vorigen Werken Hexenwind, Durch den Traum und In Luft geritzt sich die Musik Dornenreichs stärker von ihren Wurzeln im Black- bzw. Dark Metal entfernt hatten, stellte Flammentriebe wieder eine Rückkehr zu diesen dar, erhielt aber auch erkennbare Elemente der letzten Alben. Kritiker bezeichneten das Album als einen Querschnitt durch das gesamte bisherige Schaffen der Gruppe. Das Black-Metal-Element findet sich dabei besonders im Lied Flammenmensch, das Markus Mutz von metal.de als „archaisch, dramatisch, heftig“ bezeichnet, es handle sich um „einen Song der so ohne Umschweife auf den Punkt kommt wie dieser haben DORNENREICH vorher auch noch nie geschrieben.“ Black Metal in Reinform hingegen findet sich auf dem Album jedoch nirgends.

## Rezeption
Jens Dunemann vom Magazin Twilight gab dem Werk mit 12 Punkten die Bestnote, fügte dem aber hinzu, dass er der Meinung sei, „dass sich die Kunst von Eviga und Inve auch zehn Jahre nach dem dem Meilenstein 'Her von welken Nächten' nicht mit den Maßstäben einer klassischen Metal-Gazette bewerten lässt. Aus Respekt vor diesem Umstand gab es seinerzeit für 'Hexenwind' wie für 'Durch den Traum' keine Wertung und für 'In Luft geritzt' verhaltene 12 Punkte.“ Er sah in Flammentriebe musikalisch die Quintessenz des bisherigen Schaffens: „Wer im Rahmen dieser Konstellation nun also auf die langersehnte stilistische Fortsetzung der einst eingeschlagenen Marschrichtung hofft, der wird wohl erneut enttäuscht werden. Vielmehr ist “Flammentriebe” die Quintessenz der vergangenen Dekade des DORNENREICH´schen Schaffens im zweifelsohne (Black-) metallischen Gewand, die zeigt, dass 'Her von welken Nächten' vermutlich für immer das Maß aller Dinge aus dem Hause DORNENREICH sein wird. Das mag der Tatsache geschuldet sein, dass das Trio vom Glanze jenes Klassikers in ein Korsett gepresst wurde, dem das künstlerische Kollektiv zum Zeitpunkt seiner Veröffentlichung vermutlich längst entwachsen war.“
Markus Endres von metal.de gab dem Album 10 von 10 Punkten und sah in ihm ein Anknüpfen an die eigene musikalische Vergangenheit im Black Metal, wobei aber auch die Weiterentwicklung der Gruppe in den letzten Jahren sichtbar blieb: „Personell wieder vereint mit Schlagzeuger Gilvan schlagen Eviga und Geiger Inve nicht nur hierdurch eine Brücke zu 'Her von welken Nächten'. Auch die Musik ist nunmehr wieder eindeutig dem archaischen, leidenschaftlich-impulsiven und doch auch fordernden Black Metal verwurzelt. DORNENREICH entfesseln auf 'Flammentriebe' einen emotionalen Großbrand, und knüpfen dabei zwar einerseits an die eigene Vergangenheit an, ohne allerdings andererseits die Spuren der Entwicklungen der letzten Jahre zu verwischen.“
Die Seite stormbringer.at bewertete Flammentriebe mit 4,5 von 5 Punkten und sah im Album ein typisches Dornenreich-Werk. Obwohl eine Rückbesinnung auf die eigenen Wurzeln stattfand, wurde das Album dennoch als der Avantgarde zugehörig gesehen: „'Flammentriebe' geht einen Schritt zurück und führt DORNENREICH in die Vergangenheit, ohne auf alles gelernte zu vergessen. DORNENREICH sind nach wie vor Avantgarde, sie sind nach wie vor Künstler, nach wie vor Musiker, die vielschichtige, komplexe und sehr emotionale Musik kreieren. Wer damit nicht klar kommt, wird auch 'Flammentriebe' nicht ausstehen können. Denn eines ist klar: Dies ist typisch DORNENREICH! Was sich verändert hat, ist die gesteigerte Qualität. Auf 'Flammentriebe' lodert DORNENREICHs kreative Flamme wilder als jemals zuvor! Wer die bisherigen DORNENREICH Veröffentlichungen bereits mochte, kommt an "Flammentriebe" nicht vorbei! Große Kunst!“
Das Rock Hard gab dem Album 8,5 von 10 Punkten und bezeichnete als ein gelungenes Black-Metal-Album, das alles in sich vereine, was die Anhängerschaft an der Gruppe ihre gesamte Schaffenszeit über liebte: „Die Erwartungen an DORNENREICH werden selten enttäuscht. 'Flammentriebe' setzt diese Tradition fort. Erstaunlicherweise wagt die Truppe um Tausendsassa Eviga einen Blick zurück auf frühere Zeiten. Vor allem die erste Hälfte des Albums wirkt erstaunlich aggressiv und weniger verträumt als zuletzt. Die Riffs sind dissonant, und durch die Geige wird die auf angenehme Weise verstörende Atmosphäre gekonnt zerrissen. Die Krönung erfährt die Musik durch die mystischen Visionen Evigas, der diese mit so viel Emotionalität, Schmerz, Wut und Leidenschaft vorträgt, dass es immer wieder beeindruckt. Fernab von Klischees und Anbiederungen haben DORNENREICH ein weiteres Black-Metal-Album erschaffen, das dem Namen gerecht wird und beinahe alles vereint, was die Fans in 15 Jahren DORNENREICH lieben gelernt haben.“
Marius Mutz von metal1.info gab Flammentriebe 8 von 10 Punkten und meinte, dass das Album oberflächlich betrachtet eine Rückkehr zu den Wurzeln darstellt: „'Flammentriebe' ist nach einer scheinbar unendlich währenden Zeitspanne von drei Alben für den eher oberflächlichen Hörer die erste Platte, die wieder zum ursprünglichen Stil DORNENREICHs zurückkehrt. Und tatsächlich sind 'Hexenwind', 'Durch den Traum' und 'In Luft Geritzt' verglichen mit 'Her von welken Nächten' ja von eher experimenteller Natur (auch wenn 'Her von welken Nächten' selbst ein einziges Experiment ist, you get the idea).“ In Wirklichkeit fänden sich sämtliche Schaffensphasen der Gruppe auf einem Album vereint: „Stellt man das Album aber direkt in die Tradition der alten Black Metal-Alben, tut man der Band und den dazwischenliegenden Platten dennoch Unrecht. So finden sich auf 'Flammentriebe' Einflüsse aus quasi allen Schaffensphasen DORNENREICHs, alles nur so weit abgeändert, um eine Haftung der Komponenten aneinander zu garantieren.“ Dennoch sah Mutz das Album als das im Vergleich bisher schlechteste Werk von Dornenreich, dem eine gewisse Einzigartigkeit fehle: „Objektiv gäbe es an 'Flammentriebe' wohl nicht viel auszusetzen, dennoch hat das Album ein Manko in seiner Natur, welches die Scheibe alles in allem doch unter den meisten anderen DORNENREICH-Releases ansiedelt. Dieses liegt darin, dass „Flammentriebe“ eben, ob nun bewusst oder unbewusst, den Charakter einer Bestandsaufnahme der bisherigen Alben hat. Blickt man zurück, wird sehr deutlich, dass jedes vorhergehende DORNENREICH-Album auch und vor allem durch seine Einzigartigkeit und die Konsequenz, mit der es diese über seine gesamte Spielzeit durchhielt, begeisterte. Immer hatte man einen 'Noch nie gehört'-Effekt und selbst wenn ich 'Flammentriebe' nicht unterstellen will, eine reine Collage aus den coolsten Riffs der letzten Alben zu sein, denn die Scheibe ist deutlich mehr als die vermeintliche Summe seiner Zutaten, die absolute Einzigartigkeit will sich in meinem 'Flammentriebe'-Bild doch nicht einstellen.“
Andreas Schulz vergab 12 von 15 Punkten auf musikreviews.de und sah in dem Album eine sehr anspruchsvolle Art von Black Metal. Lobende Worte fand er besonders für das Geigenspiel, das sich sehr gut dazu mache: „Als Brandbeschleuniger wirkt dabei einmal mehr die wunderbar gespielte Geige. Fiebrig, manisch und ganz enorm stimmungsfördernd setzt Inve sein Instrument ein, das wie kaum ein anderes in der Lage ist, klagende, melancholische Töne zu erzeugen, die unter die Haut gehen. Immer wieder fällt der aurale Fokus auf die Geige, die sich nahezu perfekt in das metallische Gerüst einfügt. Das wiederum fernab jeglicher Vorhersehbarkeit durchaus als progressiv zu bezeichnen ist, auch wenn die Gitarren Black Metal-typisch in hypnotisch-monotonen Frequenzen erschallen.“ Auch das Textgut lobte Schulz: „Textlich komplett in deutsch agierend umschifft man geschickt jegliche Peinlichkeitsklippe, umgekehrt wird man manchem der Vortrag zu verkopft erscheinen. Die Texte, die sich letztlich immer wieder um den 'Flammenmensch', der das Album fordernd ('...nach mehr, mehr, mehr...') eröffnet, drehen, passen jedoch perfekt zur anspruchsvollen Musik.“ Sein Fazit zum Album lautete: „'Flammentriebe' ist mit seinem künstlerischem Anspruch alles andere als leicht konsumierbar und es dauert eine Weile, bis aus dem ersten Funken ein loderndes Feuer wird. Doch wenn es soweit ist, dann wärmt dieses Album mit einer Atmosphäre, die man selten gehört hat.“
Auf powermetal.de vergab Eike Schmitz 7,5 Punkte und sah das Werk als mögliches Übergangsalbum für die weitere musikalische Entwicklung der Gruppe: „Mit der Zeit könnte sich 'Flammentriebe' also als ein wichtiges Übergangsalbum auf DORNENREICHs Suche nach neuen Ausdrucksformen erweisen, verbindet es doch unterschiedliche Stilistiken, in denen sich die Band bisher erprobte, auf eine neue Weise. Da findet sich die alte metallische Raserei, aber auch die neue dunkle Romantik der Streicher, und sogar eine so von DORNENREICH noch nicht gehörte, erdigere Facette tritt hinzu ('In allem Weben'), die sich für das kommende Schaffen DORNENREICHs durchaus als fruchtbar erweisen könnte.“ Vollständig überzeugen konnte Schmitz das Album jedoch nicht: „DORNENREICH beschreitet mit 'Flammentriebe' abermals neue Wege, ohne sich selbst zu verlieren, kann damit zwar nicht immer vollauf überzeugen und fesseln, hat 2011 jedoch ein insgesamt solides Album abgeliefert, welches für die Zukunft noch manch spannungsreiche Wendung erwarten lässt.“
Ulf Kubanke von laut.de lobte das Album für seinen gekonnten Spannungsaufbau: „Zwischen wespenstecherischen Gitarren und heruntergefahrenen Doom-Riffs rollt das elektrische Meer Woge um Woge näher heran an das Ohr des Lauschenden.“ Passend dazu hätten Dornenreich den Titel Erst deine Träne löscht den Brand ganz an das Ende des Albums gestellt: „[Das Lied] schäumt sich fast zaghaft mit Cello und Violine zum Kraftturm empor, dessen friedhofsruhiges Herz als Auge des Sturms die gesamte Platte erdet und auf den Punkt bringt. Wer nach dem intensiven Genuss dieses Stückes nicht mindestens gerührt und ein wenig nachdenklich zurückbleibt, hat keine Tränen mehr in sich.“ In den Texten sah er „ein fast schon beunruhigend scharf beobachtetes Zeugnis zum Zustand der Menschheit“ abgelegt und verwies bei der Zeilen „Du bleibst grell – Wirst nie Nacht / Flammenmensch – Kennst nicht Acht // Du willst das Scheit – und koste es der Welten Preis“ das Titels Flammenmensch auf den kurz nach der Veröffentlichung des Albums ausgebrochenen Krieg in Libyen: „Kein Schelm, wer dieser Tage solch ein Weltbild vor allem in Libyen bestätigt sieht.“
Michael Werneke auf terrorverlag.com lobte das Album: „So nehmen DORNENREICH vor allem musikalisch wieder den Faden von „HvwN“ auf und bieten auf „Flammentriebe“ tiefgehenden, vielseitigen und anspruchsvollen Metal mit wieder deutlicher Black Metal-Schlagseite. Dabei werden die zwischenzeitlich entdeckten Facetten keineswegs vernachlässigt. […] Dazu weiterhin die eindringlichen Vocals, die einen während der gesamten Spielzeit mit dem Wechsel von „energisch bis flüsternd“ auf eine wahre Achterbahnfahrt der Emotionen mitnehmen und dabei die Vielseitigkeit und die Spannungsbögen der Musik nochmals verstärken!“ Auch Werneke sah in Flammentriebe das bisherige Schaffen der Gruppe zusammengefasst: „Das epische, fast schwebende, 'Erst deine Träne löscht den Brand' bildet dann den harmonischen Abschluss eines phasenweise etwas chaotisch aber dann doch wieder schlüssig wirkenden Albums, welches das Schaffen DORNENREICHS fast in Perfektion zusammenfasst. Es wird sicherlich nicht einfach, dieses Werk nochmal zu übertreffen!“